# Traverse Pointe-Fortune―Carillon
Pour les articles homonymes, voir Pointe-Fortune et Carillon (homonymie).
La traverse Pointe-Fortune―Carillon est un service de traversiers assuré par l'entreprise Traversier Le Passeur Inc. permettant de franchir en véhicule automobile la rivière des Outaouais entre Pointe-Fortune, dans Suroît, en Montérégie et la localité de Carillon, à Saint-André-d'Argenteuil dans la région des Laurentides au Québec (Canada).

## Exploitation
Le service de la traverse est offert du 21 mars au 22 décembre, les dates pouvant varier selon les années. L'horaire journalier est de 6 h le matin à 22 h ou minuit selon la période de l'année. La traversée dure 5 minutes pour franchir le 0,6 km séparant les deux rives de la rivière des Outaouais. La traverse se situe dans un passage plus étroit de la rivière entre Chute-à-Blondeau en amont et la baie de Rigaud en aval.
Une réservation n'est pas nécessaire pour utiliser le traversier. Le tarif 2012 est de 2,00 $ pour le passage d'un piéton et de 8,50 $ pour une automobile. Les autobus, camions et remorques sont autorisés. Des forfaits réduisant le tarif sont offerts pour une utilisation de 10 ou 20 passages pour les autos et les motos.
L'hiver, un pont de glace permet la traversée de la rivière par les automobiles et les véhicules tout-terrain. Le tarif 2014 est de 6,50 $ pour les automobiles et de 1,00 $ pour les VTT.

## Navires et infrastructures
Le service est assuré par le navire Anik. Sa capacité d'accueil est de 10 autos et 47 passagers. La capacité horaire du système de la traverse est de 120 véhicules. Mis en service à la traverse Pointe-Fortune―Carillon en 1993, l'Anik opérait auparavant à l’ancienne traverse Thurso-Clarence.  Les voitures peuvent embarquer en ligne droite sur le pont du navire, ce qui réduit le temps de manœuvre des automobilistes,.

## Liens routiers
Sur la rive gauche de la rivière des Outaouais à Carillon, la traverse est accessible par la route 344 dénommée route du Long-Sault. Cette route donne accès à Lachute à l'Ouest et à Saint-Eustache sur la Rive-Nord de Montréal à l'Est. Sur la rive droite, à Pointe-Fortune, la traverse donne sur le chemin des Outaouais, voie locale donnant accès à la route 342 ou chemin de la Baie. De cette route, il est possible de rejoindre Rigaud ainsi que l'autoroute Félix-Leclerc (A-40) à l'échangeur 1 en direction d'Ottawa ou de Montréal. La traverse Pointe-Fortune―Carillon se trouve entre le pont du Long-Sault qui permet de franchir la rivière des Outaouais en amont entre Hawkesbury (Ontario) et Grenville (Québec), et la traverse Oka-Hudson entre les municipalités du même nom en aval sur le lac des Deux Montagnes.

## Histoire
La traverse Pointe-Fortune―Carillon est créée en 1833 lorsque Jacob Schagel, hôtelier de Carillon, met en service un chaland à longues rames pour traverser la rivière des Outaouais. En 1850, Alexis-Édouard Montmarquet, un marchand de Carillon, transforme l'embarcation en horse boat, un ou deux chevaux tournant autour d’un piquet vertical qui actionnait de chaque côté une roue à palettes. Ce système est en place jusqu'en 1879. Le propriétaire du temps, Joseph Poitras, transforme l'embarcation en traversier à vapeur.
En 1884, le nouveau propriétaire, Jean Laroque, met en service nouveau bac fabriqué d’une plate-forme sur deux chaloupes, embarcation qu'il appellera John. En 1924, le propriétaire Télesphore Martin acquiert un deuxième traversier, qu'il nomme Georges-Fortuna. Au cours d'une courte période, en 1925-1926, les deux traversiers sont exploitées par des entreprises différentes. En 1926, ils deviennent la propriété d'un seul exploitant, Norbert Lacombe. Les deux embarcations sont en opération entre 1924 et 1948.
Peu de temps après l’acquisition de la traverse par Edgar Lalonde et René Desormaux, ceux-ci remplacent, pour des raisons de sécurité, les bateaux alors en opération par le traversier nommé Le Passeur. Ce nom est également donné à l'entreprise qui exploite la traverse. Le nouveau navire peut faire la traversée en moins de dix minutes. Il est utilisé jusqu'en 1993.
Jacques Giroux, qui est alors propriétaire depuis plus de 20 ans, remplace Le Passeur par le navire actuel, l'Anik. Ce traversier faisait auparavant la traversée sur la rivière des Outaouais entre Thurso (Québec) et Clarence (Ontario). Ce navire est en exploitation depuis.

### Exploitants et embarcations de la traverse
| Période   | Nom du propriétaire                         | Profession           | Embarcation             | Type                  |
| --------- | ------------------------------------------- | -------------------- | ----------------------- | --------------------- |
| 1833-1846 | Jacob Schagel                               | Hôtelier de Carillon | -                       | Chaland à rames       |
| 1846-1850 | J.G. Danter                                 | -                    | -                       | Permis d'exploitation |
| 1850-1864 | Alexis-Edouard Montmarquet                  | Marchand de Carillon | -                       | Horse boat            |
| 1864-1879 | John Kelly                                  | Hôtelier de Carillon | -                       | Horse boat            |
| 1879-1884 | Joseph Poitras                              | -                    | -                       | Traversier à vapeur   |
| 1884-1909 | Jean Larocque                               | -                    | John                    | Bac                   |
| 1909-1918 | Télesphore Martin                           | -                    | John                    | Bac                   |
| 1918-1921 | Léo et Adélar Crevier                       | -                    | John                    | Bac                   |
| 1921-1923 | F. Ranger                                   | -                    | John                    | Bac                   |
| 1923-1924 | Télesphore Martin                           | -                    | John                    | Bac                   |
| 1924-1925 | Télesphore Martin et Raoul Lafond           | -                    | John et Georges-Fortuna | Bacs                  |
| 1925-1926 | Raoul Lafond et Norbert Lacombe             | -                    | John                    | Bac                   |
| 1925-1926 | Télesphore Martin                           | -                    | Georges-Fortuna         | Bac                   |
| 1926-1945 | Norbert Lacombe                             | -                    | John et Georges-Fortuna | Bacs                  |
| 1945-1948 | Edgar Lalonde et René Desormaux             | -                    | John et Georges-Fortuna | Bacs                  |
| 1948-1974 | Edgar Lalonde et René Desormaux             | -                    | Le Passeur              | -                     |
| 1974-1979 | Jacques Giroux et Georges-Étienne St-Pierre | -                    | Le Passeur              | -                     |
| 1979-1993 | Jacques Giroux                              | -                    | Le Passeur              | -                     |
| 1993-1996 | Jacques Giroux                              | -                    | Anik                    | -                     |
| 1996-     | Diane Giroux et Normand Lavallée            | -                    | Anik                    | -                     |

## Activités
La randonnée des deux traversiers est un parcours de randonnée à vélo faisant une boucle de 70 km sur les deux rives de la rivière des Outaouais et en empruntant la traverse Oka-Hudson et celle de Pointe-Fortune―Carillon. À distance de marche du quai du traversier à Carillon se trouvent le Musée régional d'Argenteuil, la Caserne de Carillon, le canal de Carillon, la centrale hydroélectrique de Carillon et la plage du camping Chatham.